# Le sel des larmes
Le sel des larmes je francouzský hraný film. Jeho režisérem je Philippe Garrel, který rovněž se svými dlouholetými spolupracovníky Jean-Claudem Carrièrem a Arlette Langmann napsal jeho scénář. Kameramanem je Renato Berta, který s Garrelem natočil již filmy Ve stínu žen (2015) a Milenec na jeden den (2017) a snímek produkoval Édouard Weil zastupující společnost Rectangle Productions. Weil s režisérem spolupracoval již na filmech Hranice úsvitu (2008) a Un été brûlant (2011). Natáčení filmu začalo dne 2. dubna 2019. Ve snímku hrají například Oulaya Amamra, Louise Chevillotte, André Wilms nebo Logann Antuofermo. Antuofermo do té doby vystupoval pouze v divadle, tento snímek je jeho filmovým debutem.
Film měl premiéru v únoru 2020 na Berlínském mezinárodním filmovém festivalu. Do francouzských kin měl být původně uveden 8. dubna téhož roku, později bylo vydání odloženo na 17. červen.
Magazín Cahiers du cinéma snímek zařadil mezi deset nejlepších filmů roku.

## Děj
Snímek pojednává o Lucovi, který se poprvé v životě vydává do Paříže za účelem absolvování přijímací zkoušky na významnou školu. Zde se setkává s mladou pracovnicí Djemilou, s níž zažije krátký románek. Následně se vrací do rodného města, kde začne vztah s Geneviève, kterou zná od dětství. Později je přijat na pařížskou školu, kam odchází a s Geneviève se rozchází.

## Obsazení
| Logann Antuofermo  | Luc               |
| Oulaya Amamra      | Djemila           |
| Souheila Yacoub    | Betsy             |
| André Wilms        | Lucův otec        |
| Louise Chevillotte | Geneviève         |
| Aline Belibi       | Alice             |
| Teddy Chawa        | Jean-René         |
| Martin Mesnier     | Paco              |
| Michel Charrel     | hotelový recepční |
| Lucie Epicuero     | Lucie             |
| Stefan Crepon      | Victor            |